# John Douglas of Broughton
Hon. John Douglas of Broughton (* um 1698; † 16. März 1732) war ein schottisch-britischer Politiker.

## Leben
Er war der zweite Sohn des William Douglas, 1. Earl of March († 1705), aus dessen Ehe mit Lady Jane Hay († 1729), Tochter des John Hay, 1. Marquess of Tweeddale.
1719 erwarb er das Gut Broughton in Peeblesshire als seinen Wohnsitz.
Mit der Unterstützung seines Bruders William Douglas, 2. Earl of March, wurde er 1722 als Abgeordneter für das County Peeblesshire ins britische House of Commons gewählt. Im Parlament unterstützte er die Politik der Regierung. 1727 wurde er wiedergewählt und hatte dieses Mandat bis zu seinem Tod, 1732, inne.
Er blieb unverheiratet und kinderlos. Seine Ländereien wurden 1736 verkauft, um Schulden zu decken, die er und sein Vater hinterlassen hatten.